# مركز أوشينورا الفضائي

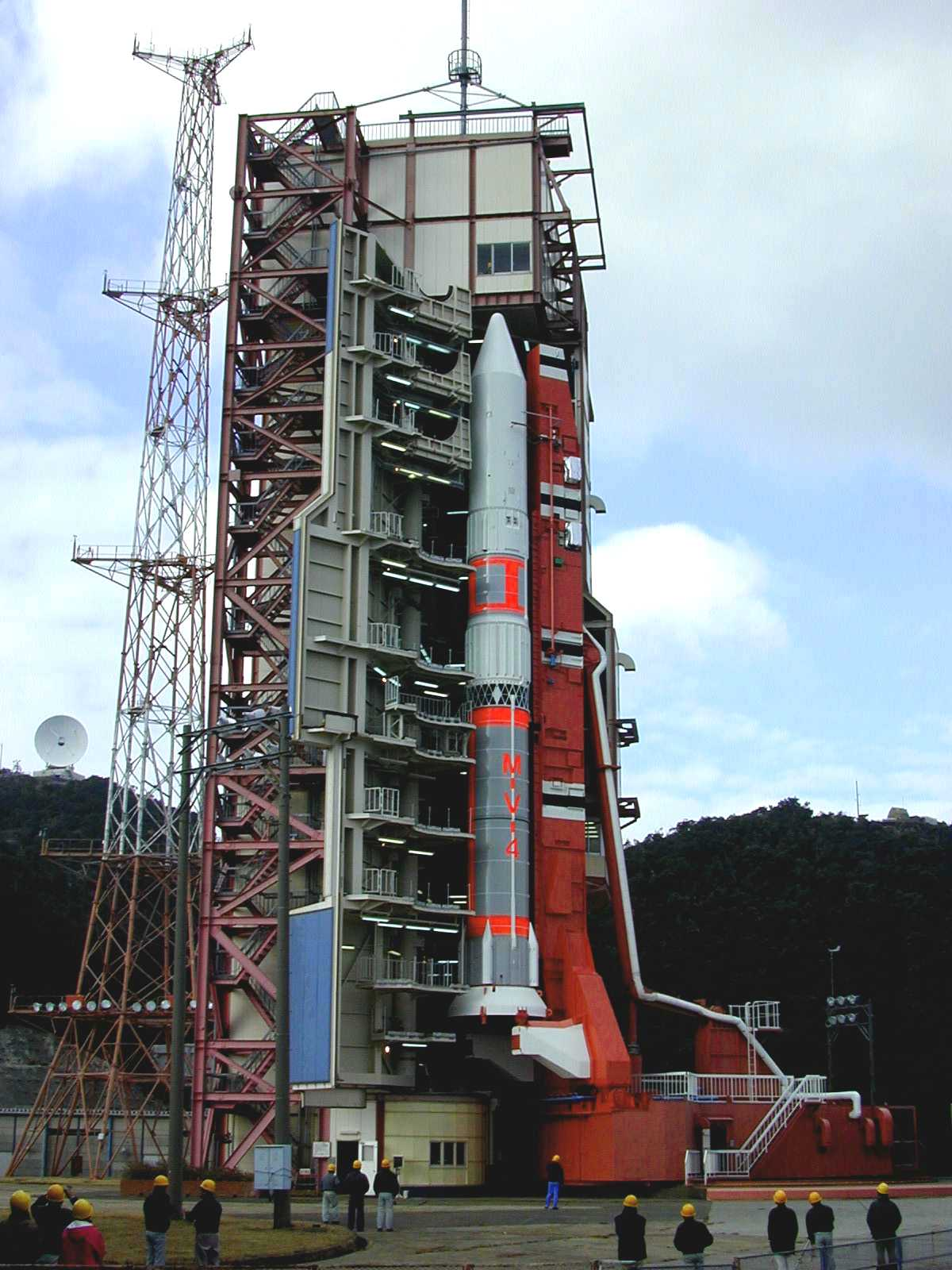
لحظة إطلاق صاروخ من القاعدة

مركز أوشينورا الفضائي (باليابانية: 内之浦宇宙空間観測所) هي قاعدة إطلاق فضائية على مقربة من مدينة كيموتشوكي في محافظة كاجوشيما اليابانية تأسست في شهر فبراير عام 1962، كان يطلق عليها مركز الفضاء كاغوشيما قبل إنشاء وكالة الفضاء جاكسا في عام 2003 . في 14 سبتمبر 2013 أطلق منها صاروخ إبسيلون وهو الجيل الجديد من الصواريخ الفضائية.